# Leichtathletik-Europameisterschaften 2022/20 km Gehen der Frauen

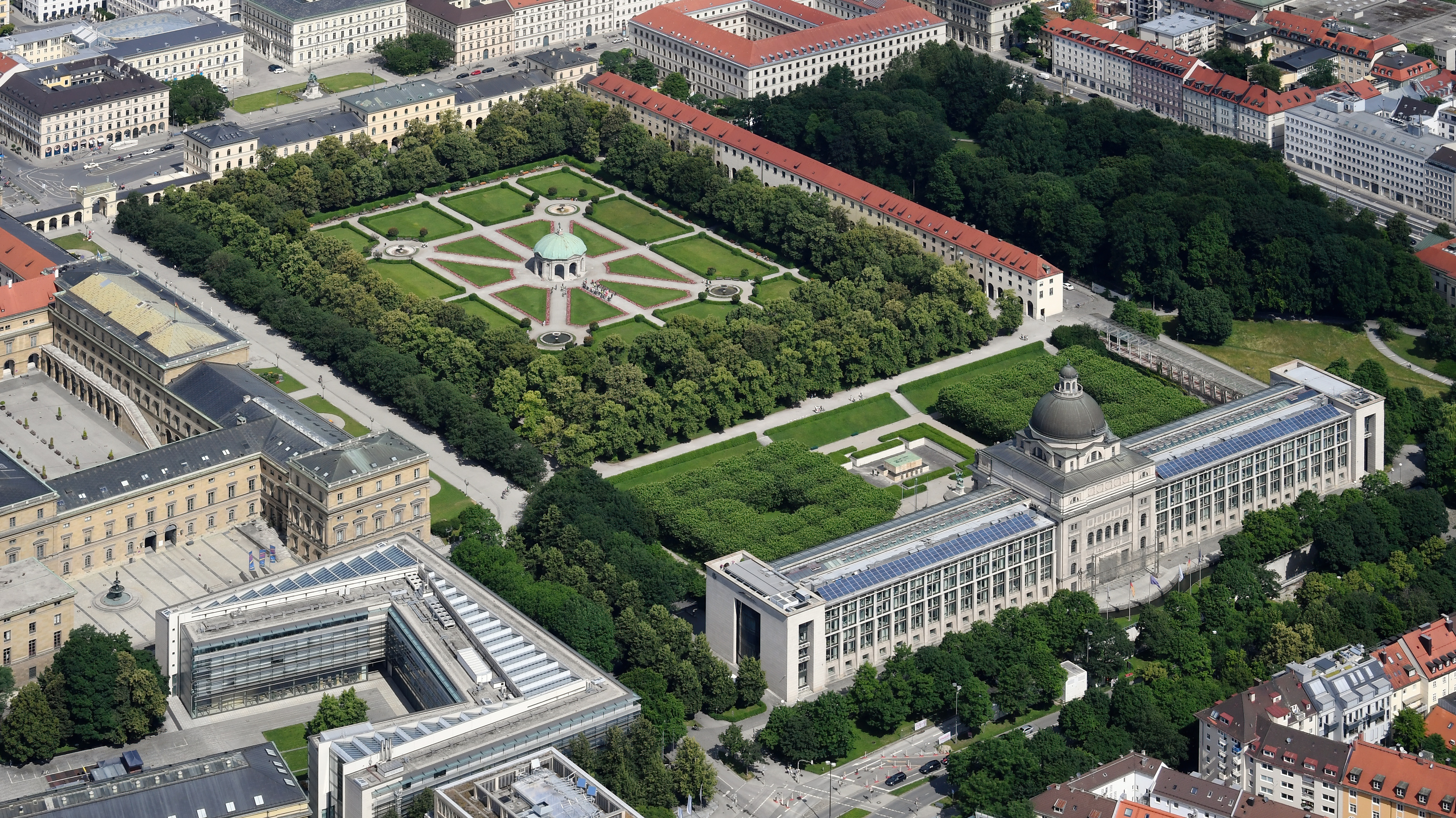
Der Hofgarten München im Jahr 2021

Das 20-km-Gehen der Frauen bei den Leichtathletik-Europameisterschaften 2022 auf einem Rundkurs in der deutschen Stadt München ausgetragen. Start und Ziel lagen vor dem Hofgarten.
Europameisterin wurde die Griechin Antigoni Drisbioti, die vier Tage zuvor auch den Gehwettbewerb über 35 Kilometer für sich entschieden hatte. Silber gewann die Polin Katarzyna Zdziebło, die bei den Weltmeisterschaften im Monat zuvor sowohl im 20-km- als auch im 35-km-Gehen jeweils Vizeweltmeisterin geworden war. Bronze ging an die Deutsche Saskia Feige.

## Rekorde

### Bestehende Rekorde
| Weltrekord                 | 1:23:49 h | Yang Jiayu                 | Huangshan, Volksrepublik China | 20. März 2021    |
| Europarekord               | 1:25:08 h | Wera Alexandrowna Sokolowa | Sotschi, Russland              | 26. Februar 2011 |
| Europameisterschaftsrekord | 1:26:36 h | María Pérez García         | EM Berlin, Deutschland         | 11. August 2018  |

Der bestehende EM-Rekord wurde bei diesen Europameisterschaften nicht erreicht. Die schnellste Zeit erzielte die griechische Europameisterin Antigoni Drisbioti mit 1:29:03 h, womit sie 2:27 min über dem Rekord blieb. Zum Europarekord fehlten ihr 3:55 min, zum Weltrekord 5:47 min.

### Rekordverbesserung
Im Wettbewerb am 20. August wurde ein neuer Landesrekord aufgestellt:

1:30:37 h – Clémence Baretta, Frankreich

## Durchführung
Hier gab es keine Vorrunde, alle 24 Geherinnen traten gemeinsam zum Wettbewerb an.

## Legende
Kurze Übersicht zur Bedeutung der Symbolik – so üblicherweise auch in sonstigen Veröffentlichungen verwendet:
| NR   | Nationaler Rekord                        |
| DNF  | Wettkampf nicht beendet (did not finish) |
| DSQ  | disqualifiziert                          |
| Bod  | Verwarnung für Verlust des Bodenkontakts |
| Knie | Verwarnung für fehlende Kniestreckung    |
| IWR  | Internationale Wettkampfregeln           |
| TR   | Technische Regel                         |

## Ergebnis

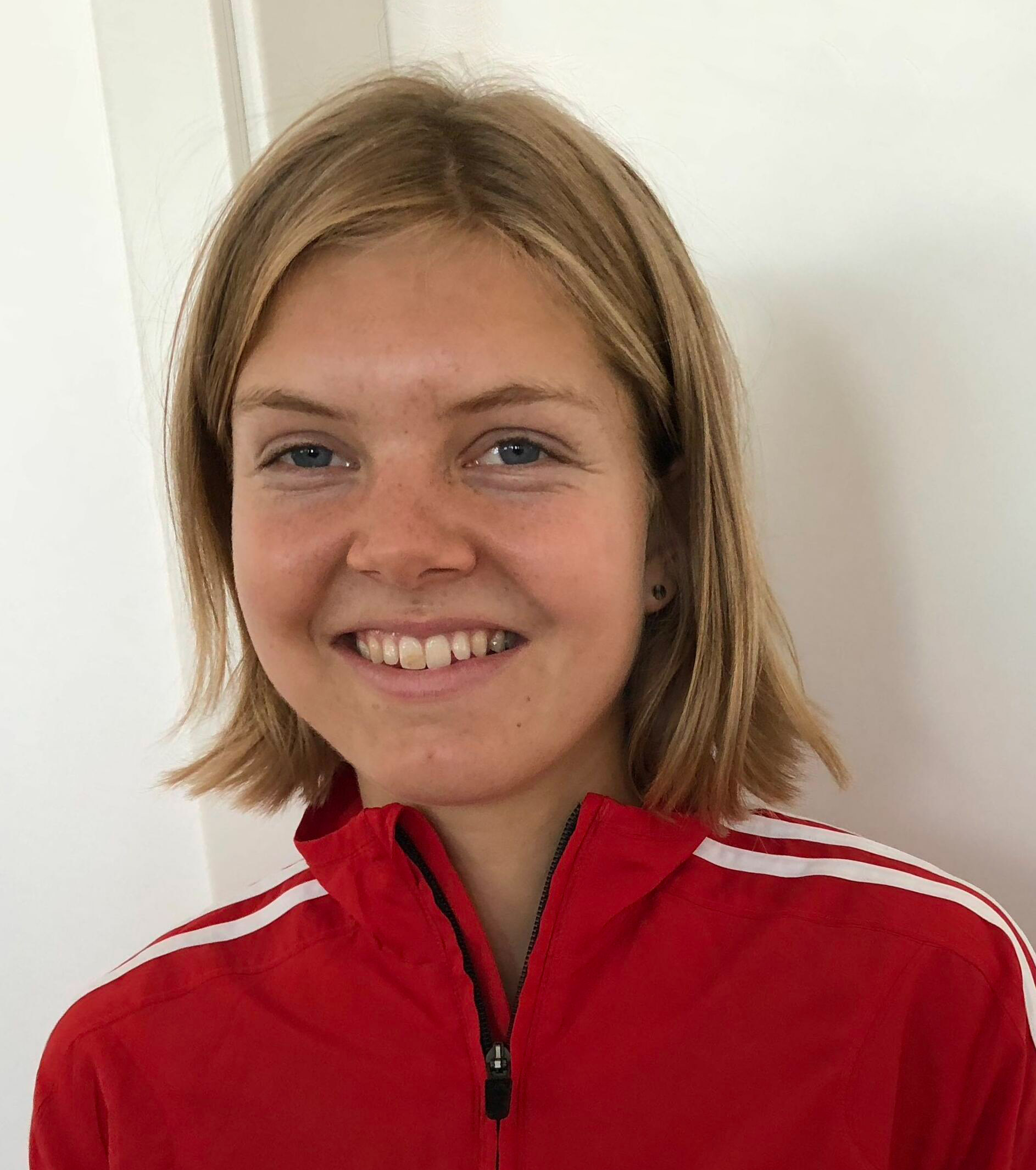
Bronzemedaillengewinnerin Saskia Feige
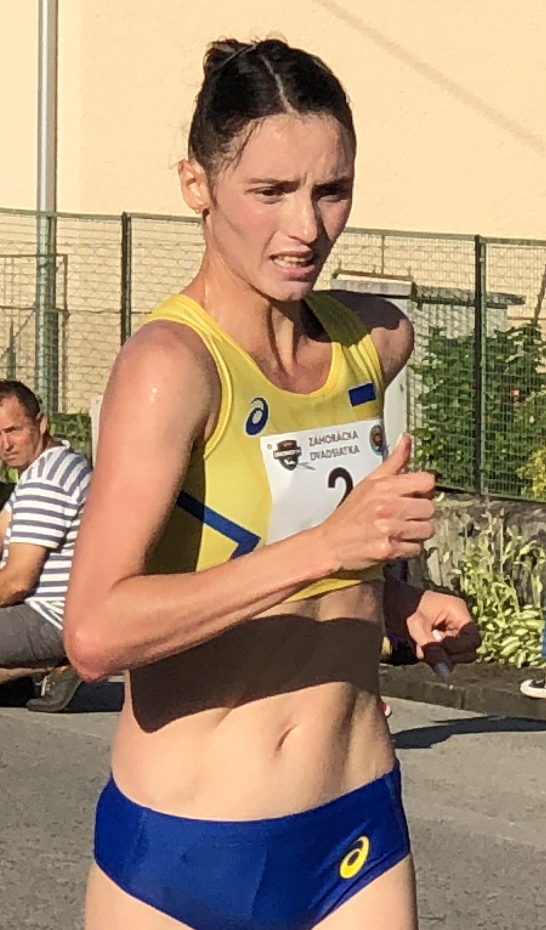
Ljudmyla Oljanowska kam auf den vierten Platz

20. August 2022, 10:15 Uhr MESZ
| Platz | Name                   | Nation         | Verwarnungen    | Zeit (h)                           |
| ----- | ---------------------- | -------------- | --------------- | ---------------------------------- |
| 1     | Antigoni Drisbioti     | Griechenland   |                 | 1:29:03000                         |
| 2     | Katarzyna Zdziebło     | Polen          | Knie            | 1:29:20000                         |
| 3     | Saskia Feige           | Deutschland    | Knie            | 1:29:25000                         |
| 4     | Ljudmyla Oljanowska    | Ukraine        |                 | 1:29:46000                         |
| 5     | Valentina Trapletti    | Italien        |                 | 1:29:56000                         |
| 6     | Clémence Beretta       | Frankreich     | Bod             | 1:30:37 NR                         |
| 7     | Eliška Martínková      | Tschechien     | Bod             | 1:31:44000                         |
| 8     | Ana Cabecinha          | Portugal       | Bod/Bod/Bod     | 1:31:56000                         |
| 9     | Olena Sobtschuk        | Ukraine        |                 | 1:32:07000                         |
| 10    | Camille Moutard        | Frankreich     | Bod             | 1:33:16000                         |
| 11    | Eloise Terrec          | Frankreich     |                 | 1:34:04000                         |
| 12    | Christina Papadopoulou | Griechenland   | Bod/Bod         | 1:35:19000                         |
| 13    | Heather Lewis          | Großbritannien |                 | 1:35:36000                         |
| 14    | Carolina Costa         | Portugal       |                 | 1:35:36000                         |
| 15    | Enni Nurmi             | Finnland       |                 | 1:36:56000                         |
| 16    | Barbara Oláh           | Ungarn         | Bod/Bod         | 1:38:31000                         |
| 17    | Meryem Bekmez          | Türkei         | Bod             | 1:39:30000                         |
| 18    | Hana Burzalová         | Slowakei       |                 | 1:40:31000                         |
| 19    | Kader Dost             | Türkei         |                 | 1:42:26000                         |
| 20    | Venla Laiho            | Finnland       |                 | 1:43:47000                         |
| DNF   | Ayşe Tekdal            | Türkei         | Bod/Knie        |                                    |
| DSQ   | María Pérez García     | Spanien        | Bod/Bod/Bod/Bod | IWR 230, TR54.7.5 Disqualifikation |
| DSQ   | Joana Pontes           | Portugal       | Bod/Bod/Bod/Bod | IWR 230, TR54.7.5 Disqualifikation |
| DSQ   | Hanna Schewtschuk      | Ukraine        | Bod/Bod/Bod/Bod | IWR 230, TR54.7.5 Disqualifikation |

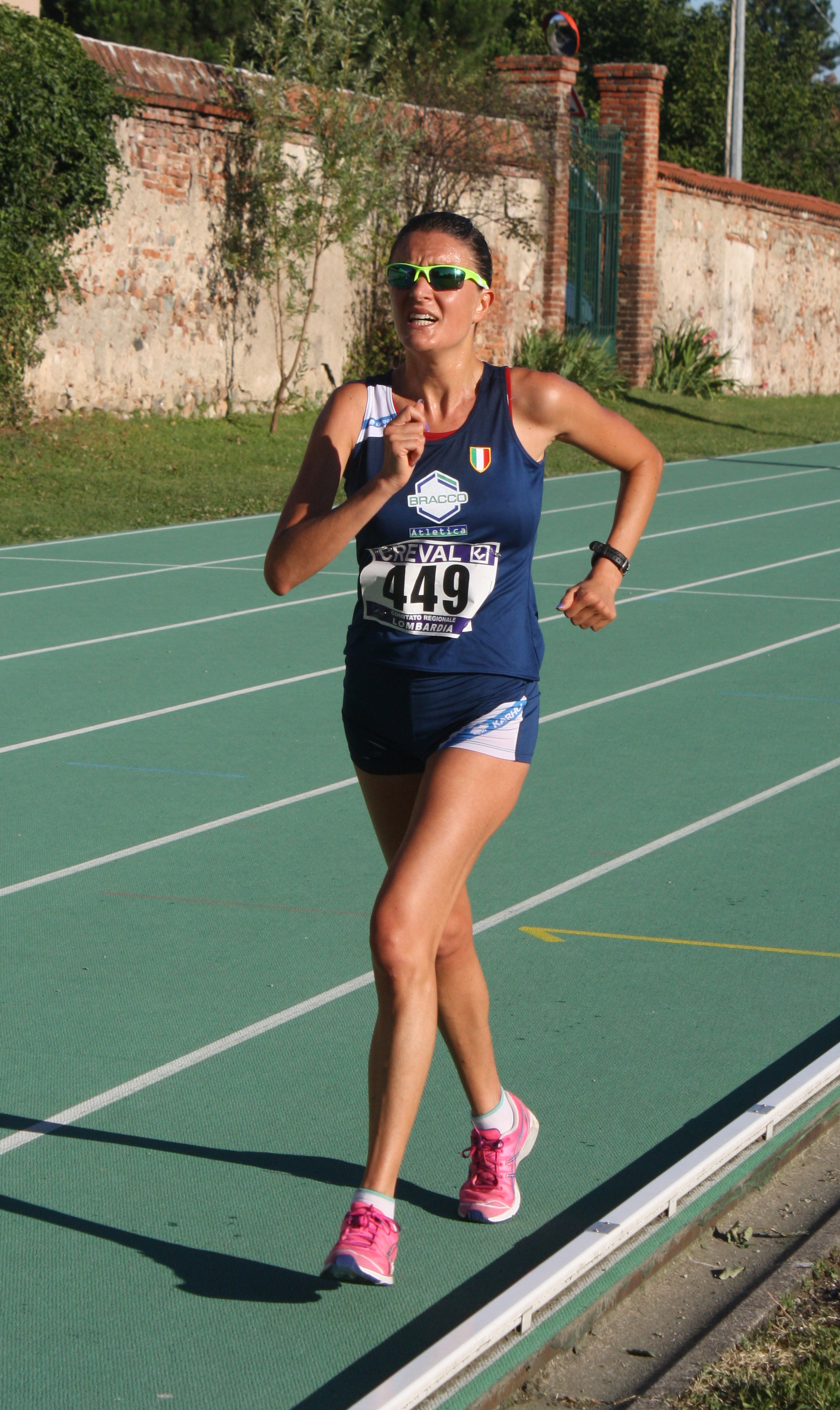
Valentina Trapletti belegte Rang fünf
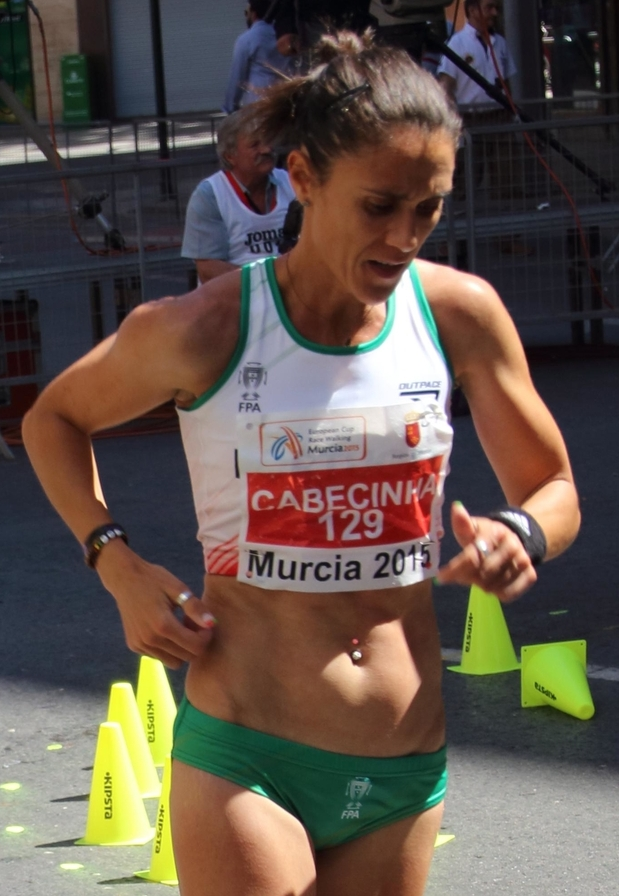
Die achtplatzierte Ana Cabacinha
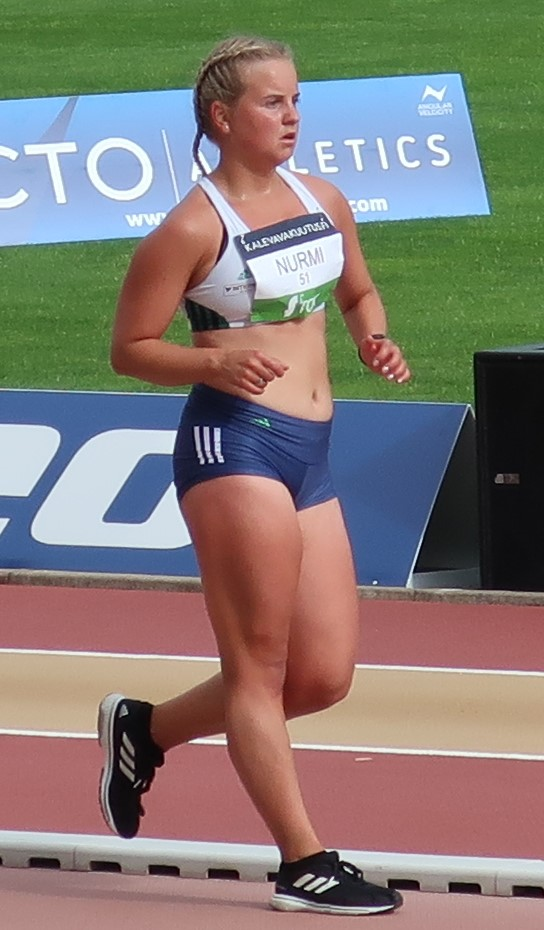
Enni Nurmi erreichte Platz fünfzehn

## Videolink
- Antigoni Ntrismpioti won gold medal in 20Km Walking race at Munich||Αντιγόνη Ντρισμπιώτη Ελλην, youtube.com, abgerufen am 9. April 2023